# Zusamaltheim

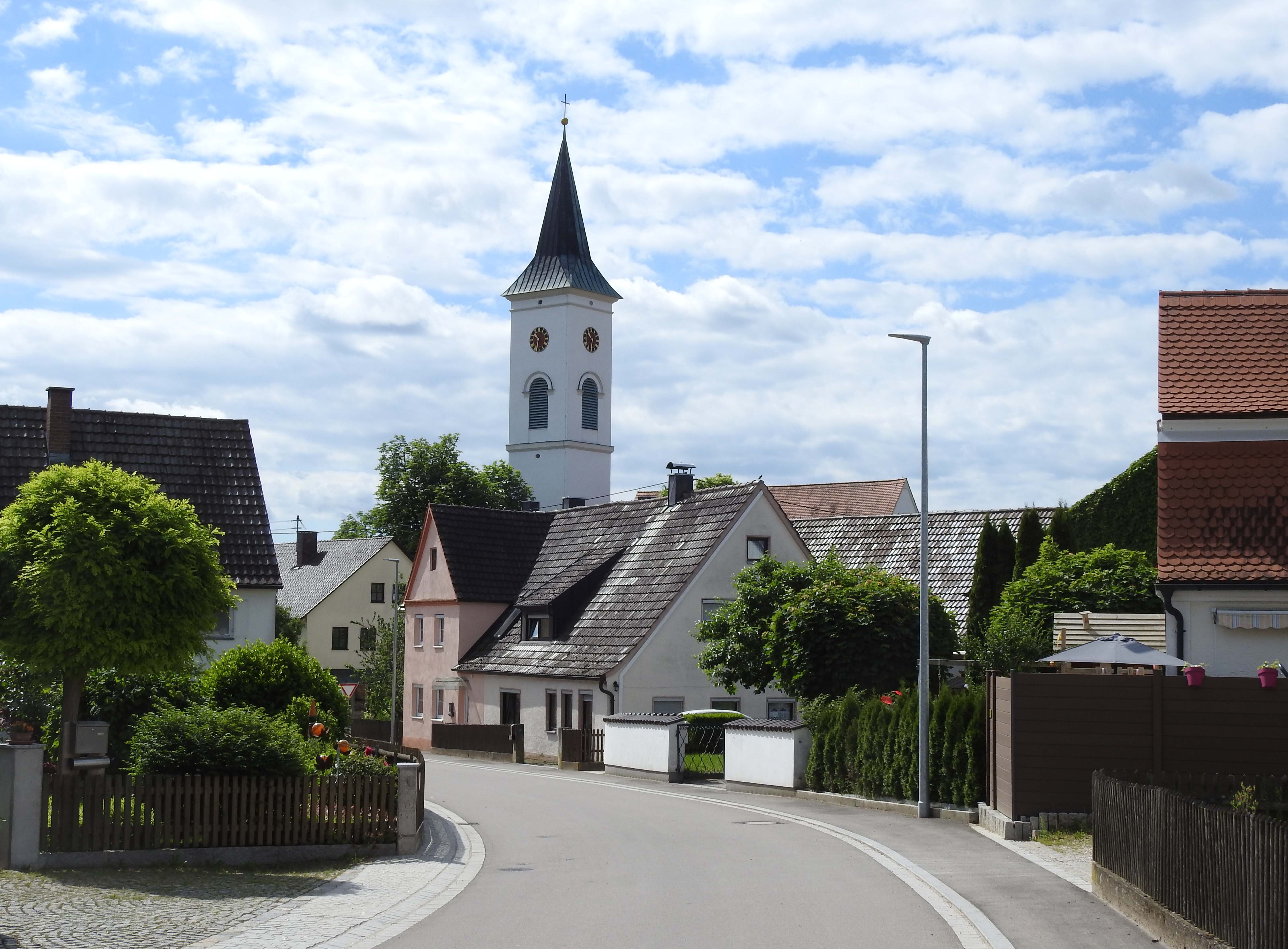
Alte Wertinger Straße in Zusamaltheim

Zusamaltheim ist eine Gemeinde im schwäbischen Landkreis Dillingen an der Donau.

## Geografie
Die Gemeinde liegt in der Planungsregion Augsburg.
Es gibt vier Gemeindeteile (in Klammern ist der Siedlungstyp angegeben):
- Gauried (Einöde)
- Marzelstetten (Weiler)
- Sontheim (Kirchdorf)
- Zusamaltheim (Pfarrdorf)

Das Gemeindegebiet ist in den Gemarkungen Sontheim und Zusamaltheim aufgeteilt.

## Geschichte

### Bis zur Gemeindegründung
Zusamaltheim ist sicherlich eine alemannische Gründung. Im August 1981 wurden im Rahmen von Erschließungsarbeiten des Baugebietes am Hülenberg Alemannengräber freigelegt. Die Anlage der Gräberfelder sowie die Funde deuten auf die Gründung einer Siedlung am Anfang des 6. Jahrhunderts hin. Die Gründung der Pfarrei erfolgte wahrscheinlich im 11. Jahrhundert. Zusamaltheim gehörte zur Herrschaft Bocksberg, die 1504 in den Besitz des Domstifts Augsburg kam. Auch Sontheim gehörte dem Domstift Augsburg. Die Ortskirche wurde im Dreißigjährigen Krieg zerstört und um 1722 in der heutigen Form wiedererbaut. Seit dem Reichsdeputationshauptschluss von 1803 gehört der Ort zu Bayern. Die Gemeinde Zusamaltheim entstand mit dem bayerischen Gemeindeedikt von 1818.
1938 wurde auf dem Lerchenberg eine Fabrik für chemische Waffen errichtet. Nach dem Ende des Zweiten Weltkrieges wurde auf dem Areal zuerst ein Flüchtlingslager und später ein Gefahrstofflager eingerichtet. Heute befindet sich auf dem Areal eine Ausbildungsstätte für Diensthunde.

### Eingemeindungen und Umgliederungen
Mit Wirkung zum 1. Juli 1964 wurde der Gemeindeteil Marzelstetten von der Gemeinde Hettlingen in die Gemeinde Zusamaltheim umgegliedert. Im Rahmen der Gebietsreform in Bayern wurde am 1. Mai 1978 die Gemeinde Sontheim eingegliedert.

### Einwohnerentwicklung
| Jahr      | 1961 | 1970 | 1987 | 1991 | 1995 | 2000 | 2005 | 2010 | 2015 | 2020 |
| --------- | ---- | ---- | ---- | ---- | ---- | ---- | ---- | ---- | ---- | ---- |
| Einwohner | 893  | 913  | 912  | 1074 | 1181 | 1275 | 1303 | 1278 | 1208 | 1231 |

Zwischen 1988 und 2018 wuchs die Gemeinde von 927 auf 1209 um 282 Einwohner bzw. um 30,4 %.

## Politik

### Bürgermeister
Seit 1. Mai 2020 ist Stephan Lutz (Freie Wählerliste Sontheim, Bürgerblock Zusamaltheim) Erster Bürgermeister, der unter zwei Bewerbern mit 79,0 % gewählt wurde. Sein Vorgänger war von Mai 2002 bis April 2020 Wolfgang Grob (BBZ). Bis 2002 war Wolfgang Schuberth (BBZ/FWS) der Bürgermeister.

### Gemeinderat
Der Gemeinderat besteht aus 12 Mitgliedern. Seit den Kommunalwahlen 2014 verteilen sich die Stimmanteile und Sitze wie folgt:
| Parteien und Wählergemeinschaften | 2020  | 2020  | 2014  | 2014  |
| Parteien und Wählergemeinschaften | %     | Sitze | %     | Sitze |
| --------------------------------- | ----- | ----- | ----- | ----- |
| Bürgerblock Zusamaltheim          | 67,8  | 8     | 74,9  | 9     |
| Frei Wählergruppe Sontheim        | 21,6  | 3     | 25,1  | 3     |
| GRÜNE                             | 10,6  | 1     | -     | -     |
| Gesamt                            | 100,0 | 12    | 100,0 | 12    |
| Wahlbeteiligung in %              | 68,8  | 68,8  | 57,6  | 57,6  |

### Wappen
|  | Blasonierung: „Unter schwarzem Schildhaupt, darin nebeneinander drei goldene Wiederkreuze, gespalten von Rot und Silber, auf der Teilungslinie eine goldgekrönte schwarze Melusine (Fischweibchen) mit goldenen Schwänzen.“ |
|  | |

## Baudenkmäler

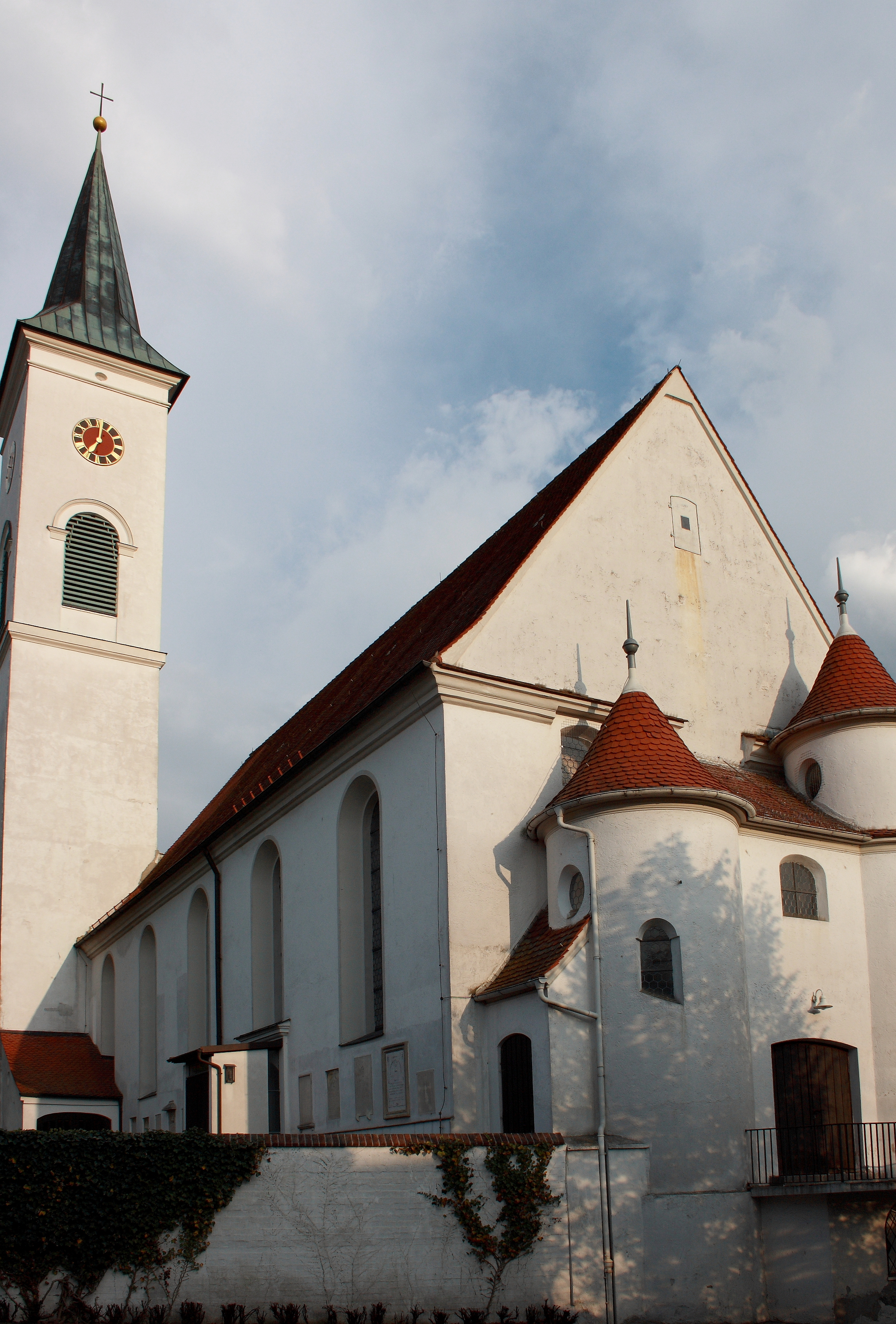
Zusamaltheim St. Martin

- Katholische Pfarrkirche St. Martin
- Katholische Filialkirche St. Stefan in Sontheim

## Wirtschaft und Infrastruktur

### Wirtschaft einschließlich Land- und Forstwirtschaft
Es gab im Jahr 2020 nach der amtlichen Statistik im produzierenden Gewerbe 89 sozialversicherungspflichtig Beschäftigte am Arbeitsort, im Bereich der Land- und Forstwirtschaft sowie im Handel und Verkehr gab es keine. In sonstigen Wirtschaftsbereichen waren am Arbeitsort 34 Personen sozialversicherungspflichtig beschäftigt. Sozialversicherungspflichtig Beschäftigte am Wohnort gab es insgesamt 590. Im verarbeitenden Gewerbe gab es einen, im Bauhauptgewerbe zwei Betriebe. Zudem bestanden im Jahr 2016 24 landwirtschaftliche Betriebe mit einer landwirtschaftlich genutzten Fläche von 1261 ha, von denen 1096 ha Ackerfläche waren.

### Bildung
Es gibt folgende Einrichtungen (Stand: 2021):
- eine Kindertageseinrichtung: 66 genehmigte Betreuungsplätze, 65 betreute Kindern
- eine Grundschule: sechs Lehrkräfte, 88 Schülerinnen und Schüler in vier Klassen

## Söhne und Töchter der Stadt
- Corbinian Khamm (1645–1730), Benediktinerpater
- Ignaz Agricola (1661–1729), Historiker
- Johann Deisenhofer (* 1943), deutscher Biophysiker und 1988 Nobelpreisträger für Chemie
- Leo Bunk (* 1962), ehemaliger deutscher Fußballspieler